# Grand Prix de Fourmies 1991
Il Grand Prix de Fourmies 1991, cinquantanovesima edizione della corsa, si svolse l'8 settembre 1991 su un percorso di 210 km. Fu vinto dal francese Vincent Lacressoniere della TonTon Tapis-GB-Corona davanti al suo connazionale Jean-Claude Colotti e all'olandese Nico Verhoeven.

## Ordine d'arrivo (Top 10)
| Pos. | Corridore             | Squadra                | Tempo    |
| ---- | --------------------- | ---------------------- | -------- |
| 1    | Vincent Lacressoniere | TonTon Tapis-GB-Corona | 5h20'49" |
| 2    | Jean-Claude Colotti   | TonTon Tapis-GB-Corona |          |
| 3    | Nico Verhoeven        | PDM-Concorde-Ultima    |          |
| 4    | Adrie van der Poel    | Tulip                  |          |
| 5    | Hendrik Redant        | Lotto-Superclub        |          |
| 6    | Marc Sergeant         | Panasonic-Sportlife    |          |
| 7    | Laurent Jalabert      | Toshiba                |          |
| 8    | Laurens Beauprez      |                        |          |
| 9    | Luigi Furlan          | Helvetia-La Suisse     |          |
| 10   | Marc Bouillon         | TonTon Tapis-GB-Corona |          |